# روبرت ميلتون جونسون
روبرت ميلتون جونسون هو سياسي كندي، ولد في 26 يناير 1879، وتوفي في 25 يوليو 1943. حزبياً، نشط في Progressive Party of Canada ‏. وقد انتخب عضو مجلس العموم الكندي.